# Ute (målning)
Ute eller Badande flickor (utomhus) är en oljemålning av Anders Zorn. Den finns i två utföranden, det första från 1888 finns utställd på Göteborgs konstmuseum och det andra från 1890 ägs av Ateneum i Helsingfors. Därtill finns på Zornmuseet i Mora en akvarellskiss och en blyertsstudie, på Museum der bildenden Künste i Leipzig en studie i olja med titeln Badande flickor och på Malmö Konstmuseum en dylik med titeln Studie till Ute.    
Med denna impressionistiska målning från Dalarö i Stockholms skärgård har Zorn skildrat en svensk sommaridyll i det fria. Det var Zorns svärmor, Henriette Lamm, som hade hus på Dalarö och flera av hans mest kända verk tillkom här. Zorn var vid denna tidpunkt påverkad av det franska ljusa friluftsmåleriet och av läkaren Carl Curmans idéer om nakenhetens gynnsamma verkan på kropp och själ. Zorn hade också nyligen börjat odla genren nakenstudier i det fria. Motivet var kontroversiellt 1888, särskilt som Zorn avbildade kvinnorna utan mytologisk inramning. Målningen visades på Parissalongen året därpå och belönandes där med tredjeklassens medalj.

## Andra Zornmålningar från Dalarö

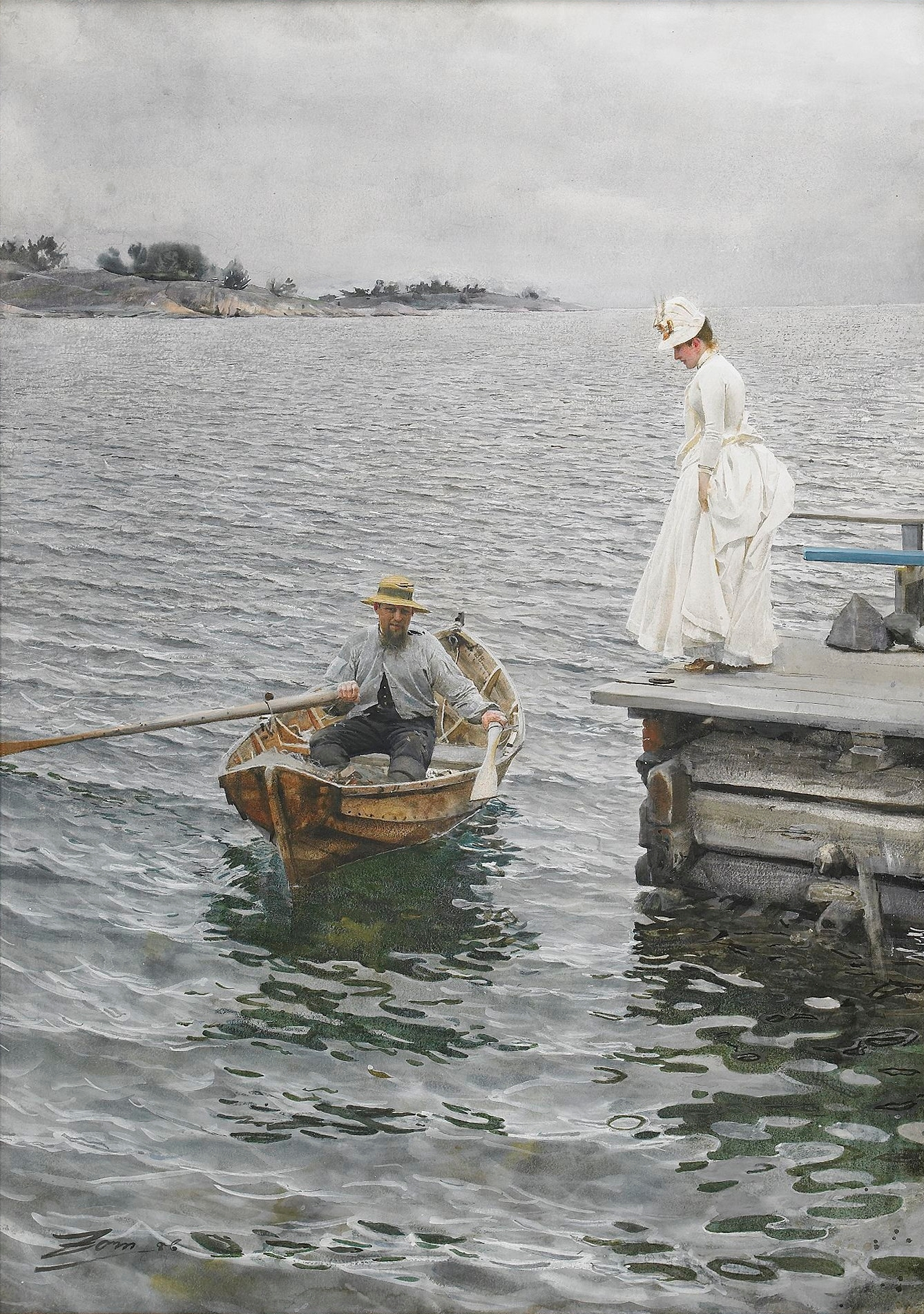
Sommarnöje (1886). Privat ägo.
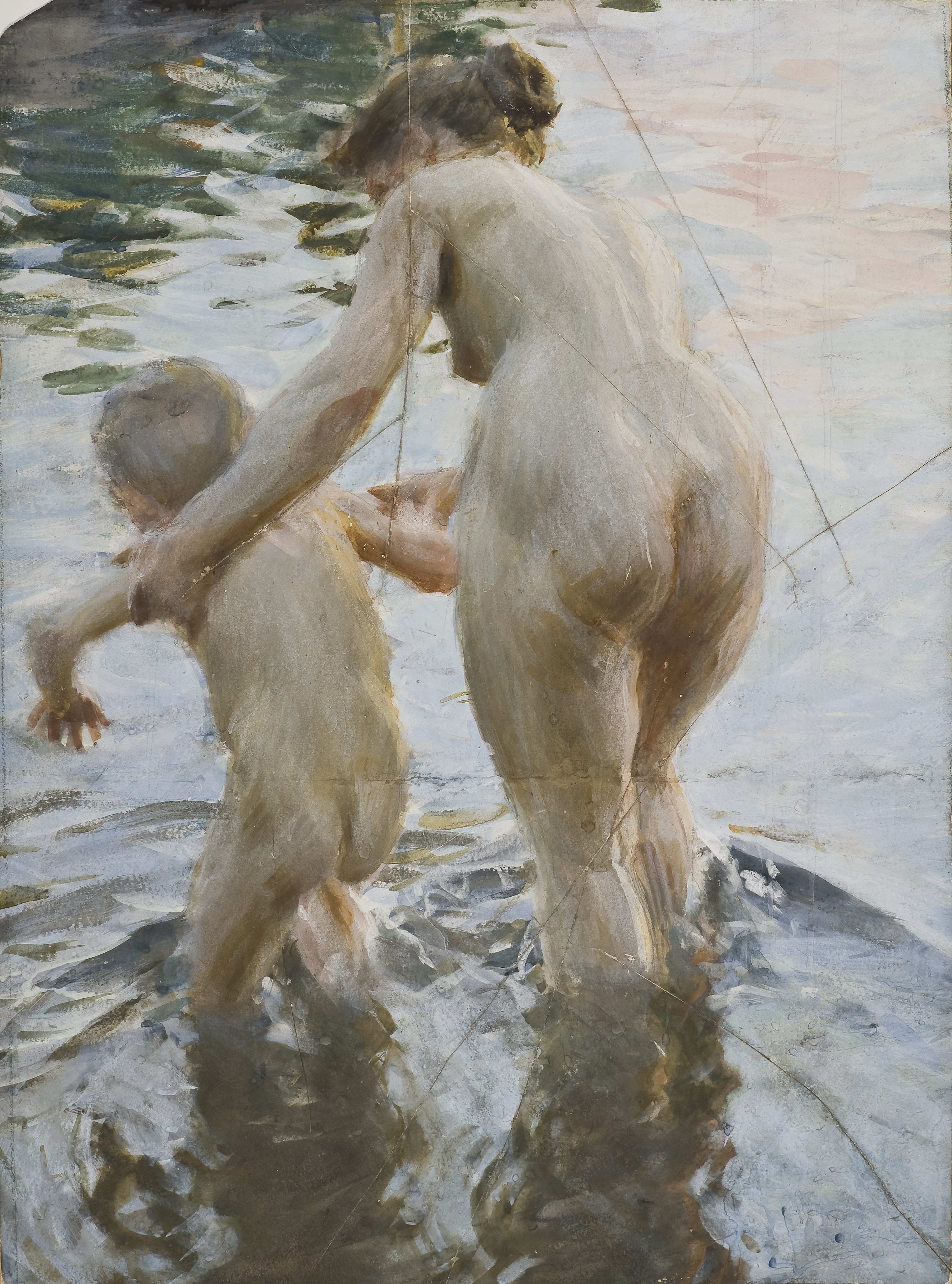
En premiär (1888), flera versioner.
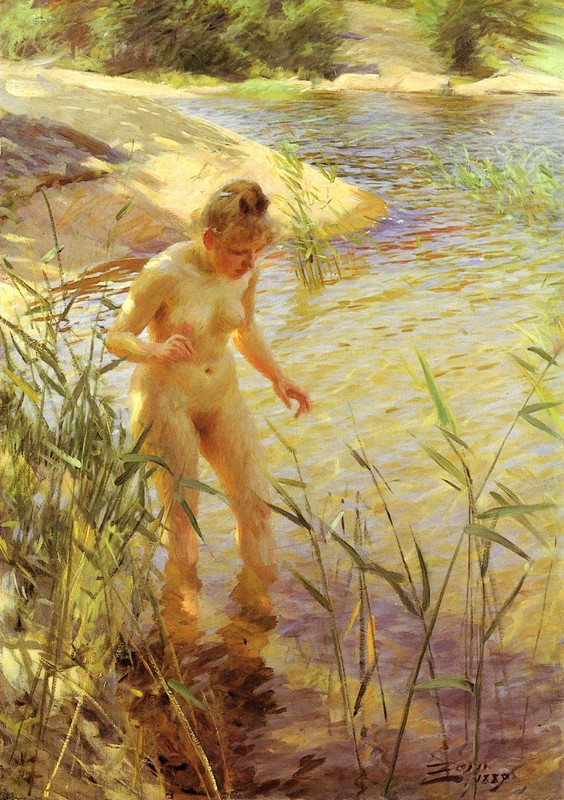
Reflexer (1889). Privat ägo.